# Nagylóc
Nagylóc è un comune dell'Ungheria di 1.751 abitanti (dati 2001). È situato nella contea di Nógrád.